# Abraham Kuyper
Abraham Kuijper (Maassluis, 29 ottobre 1837 – L'Aia, 8 novembre 1920) è stato un politico e teologo olandese, primo ministro dei Paesi Bassi dal 1º agosto 1901 al 17 agosto 1905.

## Biografia
Kuyper ricevette un'educazione dal padre, Jan Frederik Kuyper, ministro della Chiesa riformata olandese. Nel 1855 si diplomò al ginnasio di Leida e iniziò a studiare Letteratura, Filosofia e Teologia all'Università di Leida.
Nel 1862 ricevette un dottorato in Teologia con una tesi comparata tra Giovanni Calvino e Jan Łaski.
L'anno seguente diventa ministro della Chiesa riformata olandese a Beesd e sposa Johanna Hendrika Schaay (1842–1899) dalla quale ebbe cinque figli e tre figlie.
Influenzato dall'amicizia con il deputato Guillaume Groen van Prinsterer iniziò ad opporsi alla centralizzazione della Chiesa chiedendo una separazione tra Stato e Chiesa.
Nel 1867 si trasferisce a Utrecht e tre anni dopo ad Amsterdam.
Nella convinzione che la ricerca e l'educazione debba essere libera da condizionamenti dallo stato nel 1880 fonda l'Universita libera di Amsterdam che nel corso del ventesimo secolo si é espansa contando nel 2023 31.761 studenti.
Sempre più in polemica con la Chiesa riformata olandese, decise di separarsene e per questo motivo nel 1885 venne sospeso dal suo ruolo di ministro di culto. Kuyper si oppose alla sospensione e l'11 luglio 1886 radunò i suoi fedeli in un auditorium ad Amsterdam dando vita alla comunità dei “dolenti” che tre anni dopo contava 200 gruppi organizzati, 180.000 membri e circa 80 ministri di culto.

## La carriera politica
Nel 1874 Kuyper entra in Parlamento e si batte per la difesa dell'educazione religiosa. Nel 1879 fonda dunque il Partito Anti-Rivoluzionario di cui viene nominato presidente e di cui sarà il leader fino alla morte.
Dopo le elezioni del 1901 Kuyper venne incaricato di formare un nuovo governo, tenendo per sé il portafoglio degli Interni.
Nel 1905 il Partito Anti-Rivoluzionario di Kuyper perse le elezioni e tornò all'opposizione.

## Opere
Kuyper ha scritto una serie di opere a sfondo religioso e politico:
- Disquisitio historico-theologica, exhibens Johannis Calvini et Johannis à Lasco de Ecclesia Sententiarum inter se compositionem (Disquisizione storico-teologica per dimostrare le differenze nelle regole della Chiesa tra Calvino e Łaski; 1862)
- Conservatisme en Orthodoxie (Conservatorismo e ortodossia; 1870)
- Het Calvinisme, oorsprong en waarborg onzer constitutionele vrijheden. Een nederlandse gedachte (Calvinismo, la fonte e il baluardo della nostra libertà costituzionale. Un pensiero olandese; 1874)
- Ons Program (Il nostro programma, 1879)
- Antirevolutionair óók in uw huisgezin (Antirivoluzionario anche nella tua famiglia; 1880)
- Soevereiniteit in eigen kring (Sovranità nel proprio ambito; 1880)
- Handenarbeid (Lavoro manuale; 1889)
- Maranatha (1891)
- Het sociale vraagstuk en de Christelijke Religie (La questione sociale e la religione cristiana; 1891)
- Encyclopaedie der Heilige Godgeleerdheid (Enciclopedia di teologia sacra; 1893–1895)
- Calvinisme (Il Calvinismo, ciclo di sei lezioni che Kuyper tenne a Princeton nel 1899)
- De Gemene Gratie (Grazia comune; 1902–1905)
- Parlementaire Redevoeringen (Discorsi parlamentari; 1908–1910)
- Starrentritsen (1915)
- Antirevolutionaire Staatkunde (Politica anti-rivoluzionaria; 1916–1917)
- Vrouwen uit de Heilige schrift (Le donne nella Sacra Scrittura; 1897)